# Arboretum de Niskala
L'arboretum de Niskala (finnois : Niskalan puulajipuisto) est un arboretum de  2,3 hectares du quartier de Tuomarinkylä à Helsinki en Finlande.

## Présentation
Niskala est l'ancienne pépinière de Jakob Kavaleff qui aimait particulièrement les conifères et leurs formes particulières. 
Il a importé des semences et des plants et les a planté dans sa pépinière et dans son parc forestier. Les premières plantations de l'arboretum datent de 1905. Le parc a été repris par la ville de Helsinki en 1961.
L'inventaire complet de la végétation du parc s'est achevee en 2004. L'inventaire a identifié 70 taxons (espèces, sous-espèces, variétés). Les spécialités comprennent: érable  champêtre, Betula papyrifera, Mélèze d'Europe, Larix decidua, Peuplier baumier, Populus tristis, bouleau jaune, Betula alleghaniensis, Sapin subalpin, Abies lasiocarpa, Sapin de Corée, Sapin de Veitch, Mélèze de Dahurie, Mélèze du Japon, Épicéa de Sitka...
Le parc a 53 taxons d'arbustes. Les arbustes les plus communs sont : noisetier Corylus avellana, Groseillier des Alpes, Amelanchier spicata, Amélanchier à feuilles d'aulne.
On y trouve aussi Chamaecyparis pisifera, Chèvrefeuille, Chèvrefeuille involucré, Rhamnus catharticus et Syringa reticulata.
L'Arboretum est la partie la plus septentrionale du parc central d'Helsinki.
L'Arboretum de Niskala est l'un des trois arboretums d'Helsinki, avec l'arboretum de Viikki et l'arboretum de Meilahti.